# Desa Terban (administrativ by i Indonesien, lat -7,32, long 110,57)
Desa Terban är en administrativ by i Indonesien.   Den ligger i provinsen Jawa Tengah, i den västra delen av landet, 400 km öster om huvudstaden Jakarta.